# Seki Takakazu

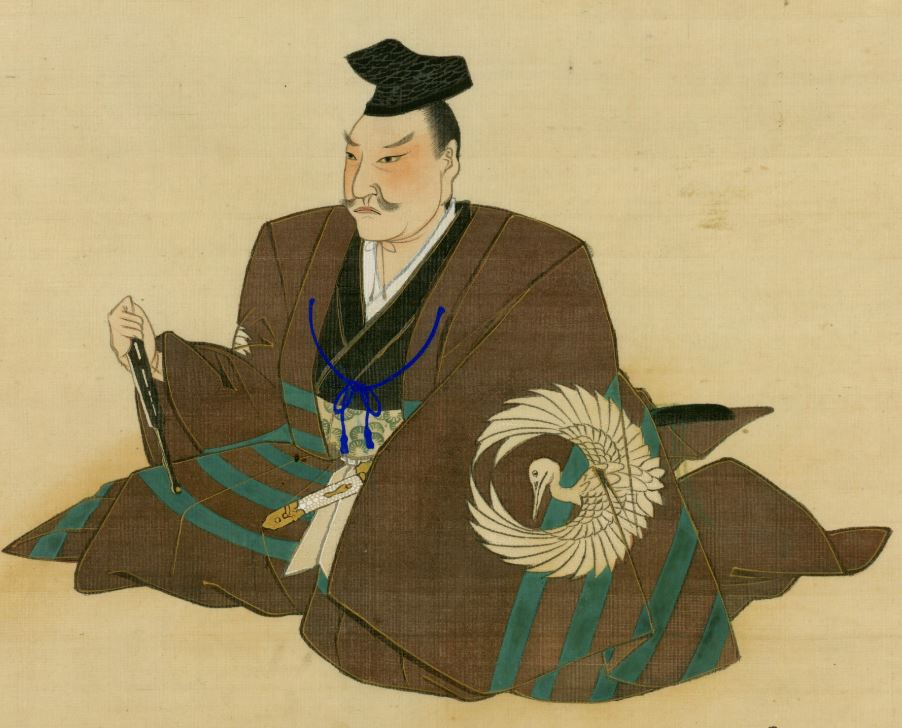
Zeichnung von Seki Takakazu

Seki Takakazu (japanisch 関 孝和; * zwischen 1640 und 1644 wahrscheinlich in Edo (heute Tokio); † 5. Dezember 1708; traditionelles Datum: Hōei 5/10/24), auch Seki Kōwa (die sino-japanische Lesung seines Namens), war ein japanischer Mathematiker. Er entdeckte viele Theoreme und Theorien, die kurz zuvor oder auch erst kurz danach unabhängig in Europa entdeckt wurden, und gilt als der wichtigste Mathematiker des Wasan.
Sein ursprünglicher Familienname war Uchiyama (内山), sein Rufname (tsūshō) Shinsuke (新助).

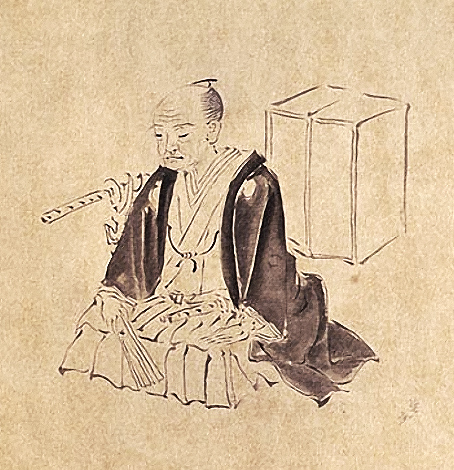
Zeichnung von Seki Takakazu in Tensai no Eikō to Zasetsu von Masahiko Fujiwara

## Leben
Sekis Vater Uchiyama Nagaakira (内山 永明) war ein Samurai und zur Zeit der Geburt von Seki Wächter im Hauptturm der Burg Edo. Seki wurde von einem Mitglied der Seki-Familie adoptiert, der so etwas wie ein Buchhalter war. Er war möglicherweise ein Schüler des Mathematikers Takahara Yoshitane, der wiederum ein Schüler des Mathematikers Mōri Shigeyoshi war, der wahrscheinlich das erste von einem Japaner verfasste Buch über Mathematik (Buch der Teilung 1622) veröffentlichte. Möglicherweise war er aber auch mathematischer Autodidakt. Er studierte chinesische mathematische Werke wie die von Yang Hui und japanische. 1695 lebte er vor dem Tempel Tenryu-ji, wahrscheinlich in dem von Yotsuya. Es ist nicht genau bekannt, wo er sich zu anderen Zeiten in seinem Leben aufhielt. 1684/85 gibt es einige Urkunden mit seiner Unterschrift, die darauf schließen lassen, dass er als Landvermesser beschäftigt war.
Er war wie sein Adoptivvater ein Vasall von Tokugawa Tsunashige, Daimyō des Lehen Kōfu, und dessen Sohn Tokugawa Tsunatoyo, dem späteren 6. Tokugawa-Shōgun. 1665 folgte er seinem Adoptivvater als Haupt der Seki-Familie und begann für das Kōfu-Lehen zu arbeiten. Er wurde dort vor 1695 zum Leiter der Versorgungsabteilung. Aus einem Dokument von 1698 geht hervor, dass er die Grenzziehung zu einem Nachbar-Lehen beaufsichtigte. 1701 wird er als Examinator beim Leiter des Buchhaltungswesens erwähnt. 1704 wurde er Zeremonienmeister des Shogun im Westteil der Burg Edo, als sein Herr Tokugawa Tsunatoyo Shogun wurde. 1706 ging er aufgrund von Krankheit in Pension.
Er war verheiratet und hatte zwei Töchter, die jung starben, und zwei Adoptivsöhne, darunter sein Neffe.
Der Asteroid (7483) Sekitakakazu wurde nach ihm benannt.

## Mathematisches Werk
Sein Ruf stammt hauptsächlich von der durch seine Arbeiten begründeten Seki-Schule, die bis zum Ende der Edo-Zeit die einflussreichste in Japan war. Zu den bedeutendsten Mitgliedern seiner Schule gehörte Takebe Katahiro.

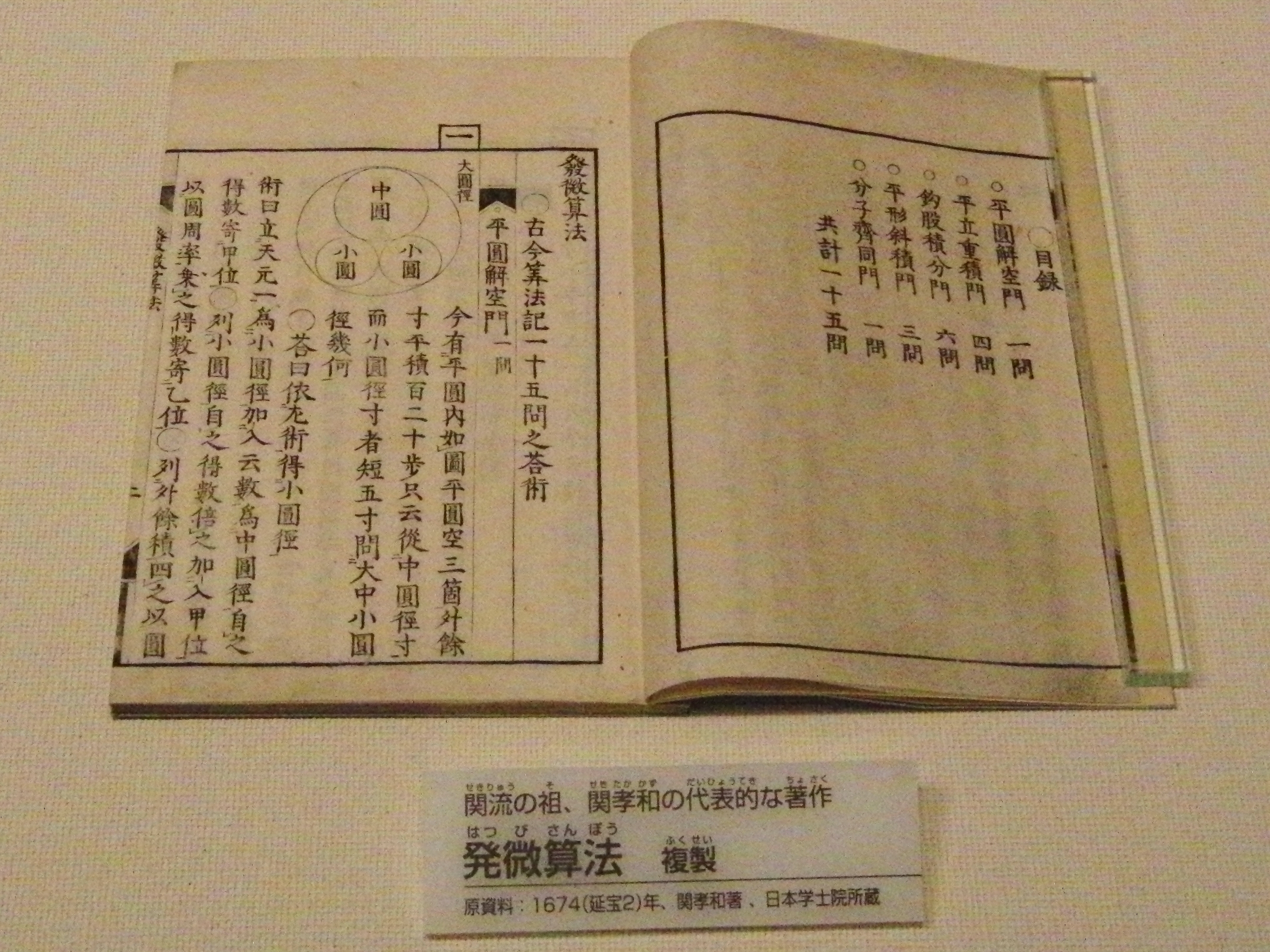
Replik des Hatsubi sanpō im Nationalmuseum der Naturwissenschaften

Für seine Studien griff Seki Takakazu auf chinesische Werke zurück, insbesondere das Suanxue qimeng von Zhu Shijie. Darin wird eine Methode vorgestellt (von den Chinesen Methode des himmlischen Elements chinesisch 天元術 / 天元术, Pinyin tiān yuán shù, jap. tengenjutsu, genannt), Probleme zu lösen, indem man sie auf eine algebraische Gleichung in einer Variablen zurückführt. Der erste Japaner, der diese Methode erfolgreich anwendete, war Sawaguchi Kazuyuki (Kokon Sanpoki 1670), der damit 150 Probleme von Satō Masaoki löste und 15 neue Probleme stellte, die seiner Meinung nach nicht mit dieser Methode lösbar seien. Seki löste diese Probleme und veröffentlicht dies 1674 in seinem Werk Hatsubi sanpō (発微算法), allerdings ohne genaue Erläuterung, wie er dazu kam. Das holte erst Sekis Schüler Takebe Katahiro 1685 in einem Kommentar dazu nach (発微算法演段諺解 Hatsubi sanpō endan genkai). Wesentliche Sätze und Methoden hielt Seki aber geheim, sie wurden erst nach seinem Tod von seinen Schülern veröffentlicht. Die meisten Schriften wurden innerhalb seiner Schule von Schüler zu Schüler weitergegeben. Veröffentlicht wurde nur 1674 das schon erwähnte Hatsubi sanpō und 1709 in Tokio und Kyoto von seinen Schülern nach seinem Tod Katsuyō sanpō (括要算法; mit weiteren Sätzen und Methoden von ihm). Eine weitere Sammlung seiner Schriften, die innerhalb der Schule weitergegeben wurden, erschien erst 1907 (関流算法七部書 Seki-ryū sanpō shichibusho, „Sieben Bücher über Mathematik aus der Seki-Schule“, Tokio 1907).
Seki entwickelte eine Methode, die Darstellung algebraischer Gleichungen in einer Variable aus China auf mehrere Variable zu erweitern, von ihm bōshohō (傍書法, „Methode des Schreibens an die Seite“) genannt und Grundlage seiner Endan-Methode (Endanjutsu). In der Gleichungstheorie beschreibt er eine alte chinesische Methode zur Nullstellenberechnung von Polynomen, die im Wesentlichen dem Horner-Schema entsprach, und erweitert sie um das Finden aller reellen Nullstellen. Außerdem entdeckte er unabhängig die Diskriminante. Er entdeckte auch die Bernoulli-Zahlen vor Bernoulli und kannte eine Variante des Newton-Verfahrens (wobei er zwar keine Ableitung kannte, aber einen algebraischen Ausdruck, der dem gleichwertig war, da er nur mit Polynomen arbeitete). Er untersuchte auch Diophantische Gleichungen und studierte als Erster in Japan Magische Quadrate (wobei er eine chinesische Quelle benutzte).
Er leistete einen wichtigen Beitrag bei der Entdeckung der Determinanten (1683, in der Schrift Methode um verborgene Probleme zu lösen). Zwar behandelte er nur 2×2- und 3×3-Matrizen und schaffte es nicht, die Berechnung auf den allgemeinen Fall zu erweitern, war aber dennoch allgemeiner als Leibniz zehn Jahre später. Der allgemeine Fall wurde von seinen Schülern behandelt, die den Entwicklungssatz vor Laplace entdeckten. Sie benutzten Determinanten, um Variablen in Gleichungssystemen zu eliminieren.
Von Bedeutung ist auch das Verfahren von Seki, das er Enri (円理, dt. „Kreisprinzip“) nannte, und das in der Bestimmung von Kreisumfang, Kreisbögen und Kugelvolumen besteht, indem wie in der Exhaustionsmethode der Kreis durch regelmäßige Polygone angenähert wurde. Dies liefert auch Näherungen für die Kreiszahl Pi. Indem die Seiten der Polygone immer kleiner gewählt wurden, führte das auch in der Weiterentwicklung der Enri-Methode durch Sekis Schüler Takebe auf eine unendliche Reihe für das Quadrat von Arkussinus (im Westen von Euler 1737 gefunden).
Er initiierte eine Buchreihe zur Mathematik Taisei sankei in 20 Bänden, die seine Schüler, die Brüder Takebe Katahiro (建部 賢弘) und Kataaki (建部 賢明), von 1683 bis 1710 herausgaben und auch überwiegend selbst schrieben (wobei nicht immer ganz klar ist, was von Seki stammt).

## Einfluss aus dem Westen
Eine umstrittene Frage ist, inwieweit die japanischen Mathematiker der Seki-Schule durch Kenntnisse aus dem Westen beeinflusst wurden. Das Land war eigentlich seit 1639 vom Westen abgeschottet und nur niederländische Händler hatten eingeschränkten Zugang (eine begrenzte Öffnung für ausländische Bücher kam erst 1720). Selbst der Erwerb gegenseitiger Sprachkenntnisse wurde systematisch unterbunden. Smith und Mikami sahen daher in ihrem Buch von 1914 keine Belege dafür, dass die Seki-Schule und insbesondere Seki selbst ihre Methoden aus dem Westen hatte, sondern stellten vielmehr fest, dass sie durch chinesische Quellen angeregt waren. Seki selbst machte außerdem einige Entdeckungen wie Determinanten und Bernoulli-Zahlen vor den entsprechenden Veröffentlichungen im Westen und übertraf sie sogar teilweise. Mikami und Smith gaben aber 1914 auch zu, dass die Forschung erst am Anfang stände. Es gab zum Beispiel in den 1650er und 1660er Jahren einen japanischen Studenten der Mathematik und später Medizin in Leiden, der ein Schüler von Frans van Schooten war und von diesem lobend erwähnt wurde. Er wurde Petrus Hartzingius genannt (wahrscheinlich nach dem Kaufmann, mit dem er ankam). Ein solcher Auslandsaufenthalt war Japanern bei Todesstrafe verboten und es ist nicht bekannt, ob er zurückkehrte; es gab aber mindestens ein Beispiel eines Arztes, der damals in Europa studiert hatte und zurückkehrte. Smith und Mikami hielten am ehesten in der Behandlung unendlicher Reihen einen Einfluss für denkbar, insbesondere der Arkussinus-Reihe von Sekis Schüler Takebe. Der Einfluss könnte über den Jesuiten-Missionar in China Pierre Jartoux (1668–1721) gekommen sein, der einige unendliche Reihenentwicklungen in China bekannt machte, ohne die Methoden dahinter zu erklären, was in China eigene Forschungen zum Beispiel von Ming Antu anregte. Es gab auch zwei Übersetzer aus dem Holländischen in Nagasaki, die sich unter anderem mit Astronomie auskannten. Der eine (Hayashi Kichizaemon) wurde 1646 hingerichtet, der andere (Kobayashi Yoshinobu) zur selben Zeit ins Gefängnis geworfen und erst 1667 entlassen (beide hatte man verdächtigt Christen zu sein). Horiuchi und Silke Wimmer-Zagier (die die Aufzeichnungen der niederländischen Ostindien-Kompanie untersuchte) sehen keinen Hinweis auf einen wissenschaftlichen Einfluss aus dem Westen auf die Seki-Schule, weder in Dokumenten noch aus der inhaltlichen Analyse ihrer Schriften. Sie bezweifeln auch einen Einfluss von Jartoux auf Seki und Takebe in Bezug auf unendliche Reihen.